# Ahéoua
 (mars 2014).
Si vous disposez d'ouvrages ou d'articles de référence ou si vous connaissez des sites web de qualité traitant du thème abordé ici, merci de compléter l'article en donnant les références utiles à sa vérifiabilité et en les liant à la section « Notes et références ».
Ahéoua est un village du département d'Akoupé faisant partie de la localité d'Agbaou-Ahéoua en Côte d'Ivoire. Il est le deuxième village du canton Kietun en venant d'Abidjan ou d'Adzopé. C'est un village moderne avec des infrastructures de base (eau, électricité, téléphone, un collège privé) et comptant en son sein près de 5 680 habitants. Le village dispose d'un centre de santé communautaire aux environs des années 2010, lequel centre a reçu un important don du Rotary-Abidjan Bietry. 